# Ван дер Вал-Зеггелинк, Христианна
Христианна ван дер Вал-Зеггелинк (нидерл. Christianne van der Wal-Zeggelink; род. 13 ноября 1973, Олдензал, Оверэйссел) — нидерландский политический и государственный деятель. Член Народной партии за свободу и демократию. Министр природы и азота Нидерландов с 10 января 2022 года.

## Биография
Родилась 13 ноября 1973 года в Олдензале.
В 1993 году окончила колледж имени Якобуса П. Тейссе в Кастрикюме, получила диплом HAVO. В 1993—1997 годах изучала управление инфраструктурой организации в Университете Инхолланд в Димене. В 2002 году получила дидактическую степень квалификации профессионального преподавателя.
В 1997—2000 годах — руководитель проекта в компании Bureau Organisatie Bouwwezen в Утрехте, которая помогает строить правительственные здания. В 2000—2003 годах — менеджер педагогических проектов в Университете Инхолланд. В 2003—2010 годах — руководитель проекта в компании Wallink Advies в Хардервейке, которая помогает строить учреждения здравоохранения.
В 2010—2014 годах — муниципальный депутат Хардервейка, заместитель председателя фракции Народной партии за свободу и демократию. В 2014—2019 годах — член исполнительной власти (wethouder) Хардервейка, отвечала за экономику, социальные вопросы и устойчивость окружающей среды.
В 2008—2010 годах — член правления Народной партии за свободу и демократию в Хардервейке. В 2016—2017 годах член правления партии. Председатель правления Народной партии за свободу и демократию с 2017 года по январь 2022 года.
В 2007—2016 годах — член правления христианских начальных школ VCO Harderwijk-Hierden в Хардервейке.
С 5 июня 2019 года по 10 января 2022 года — член исполнительной власти провинции Гелдерланд.
10 января 2022 года назначена министром (без портфеля) природы и азота Нидерландов в Министерстве сельского хозяйства, природы и качества продовольствия Нидерландов в коалиционном четвёртом кабинете Рютте, сформированном по результатам парламентских выборов 2021 года.

## Личная жизнь
Замужем, имеет четверых детей.